# Proszowice
Proszowice é um município da Polônia, na voivodia da Pequena Polônia e no condado de Proszowice. Estende-se por uma área de 7,21 km², com 6 112 habitantes, segundo os censos de 2016, com uma densidade de 833,8 hab/km².